# 직장인들
직장인들은 2025년 2월 22일부터 2025년 3월 29일까지 공개된 쿠팡플레이 오리지널 예능이다.

## 프로그램 소개
위기의 중소 광고회사 DY기획을 배경으로 AZ와 GenZ 사이에서 ‘낀대’가 되어가는 MZ들의 오피스 생존기

## 제작진

### 제작사
- 씨피엔터테인먼트

### 연출
- 김민
- 강나래

## 출연진

### DY 기획
- 신동엽 : 신동엽 역 - 대표
- 김민교 : 김민교 역 - 부장
- 이수지 : 이수지 역 - 과장
- 현봉식 : 현봉식 역 - 대리
- 김원훈 : 김원훈 역 - 주임
- 지예은 : 지예은 역 - 사원
- 카더가든 : 차정원 역 - 신입
- 윤 : 심자윤 역 - 신입

### 특별출연
- 정이랑 : 정 여사 역

### 게스트
- 혜리[1] (1회) : 전형배 역
- 고수 (2회)
- 마츠시게 유타카 (3회)
- 최지우 (4회)
- 강하늘 (5회)
- 추성훈 (6회)

## 참고 사항
- 원작에 해당되는 MZ 오피스의 출연진 중에서는 김민교, 이수지, 김원훈, 지예은이 그대로 출연하며 신동엽과 배우 현봉식, 가수 카더가든, 아이돌 윤이 새로 합류하였고 주역 중 한 명이었던 김아영은 출연하지 않았다.
- 1화에 따르면 기본적으로 대본인 SNL코리아와 달리 기본 진행흐름 외엔 대부분 애드립이라고 한다. 그래서인지 오히려 다년간의 꽁트 경험이 충만한 김원훈이 기상천외한 애드립으로 상황을 주도하며 빵빵 터뜨리고 있다.